# Ullapool
Ullapool, schottisch-gälisch Ulapul ist ein Küstenort in der Council Area Highland in Schottland am Loch Broom. Mit seinen 1541 Einwohnern ist Ullapool die größte Siedlung in den sehr dünn besiedelten nordwestlichen Highlands.
Ullapool wurde 1788 als Hafen für den Heringsfang gegründet. Der Hafen ist auch heute noch Mittelpunkt des Ortes und dient gleichermaßen als Anlaufstelle für Fischerboote und Yachten sowie für die Caledonian-MacBrayne-Fähren nach Stornoway auf Lewis, der Hauptinsel der Äußeren Hebriden. Ullapool verfügt über ein kleines Museum, eine Ausstellungshalle, ein Schwimmbad sowie zahlreiche Pubs. Für Wanderer und Touristen ist der kleine Ort an der A835 ebenso ein zentraler Anlaufpunkt wie für Besucher der Äußeren Hebriden. Rucksacktouristen haben hier die Möglichkeit, auf einem direkt am Fjord liegenden Zeltplatz zu campen oder in einem Backpackers-Hostel zu übernachten. Ein beliebtes Wanderziel ist der etwa zehn Kilometer nördlich gelegene Stac Pollaidh. Südlich von Ullapool sind diverse Munros wie der An Teallach oder der Sgùrr Mòr Ziele für Bergsteiger und Munro-Bagger.
Gegen Ende des Zweiten Weltkrieges hielt sich hier der Maler und Graphiker Oskar Kokoschka mit seiner Ehefrau Olda für mehrere Sommermonate auf und zeichnete mit Buntstift (eine Technik, die er für sich erst in Schottland entwickelt hat) sowie Aquarelle vieler Landschaftsansichten aus der Umgebung. 1995 wurde in der Alten Pfarrkirche Ullapools das heimatgeschichtliche Ullapool Museum eröffnet.
Seit 2005 findet im September das Musikfestival Loopallu statt. Es zieht eine große Menge Besucher aus der Region und von außerhalb an. 
In Ullapool sendet der (nach eigenen Angaben) kleinste Radiosender Großbritanniens, Lochbroom FM.

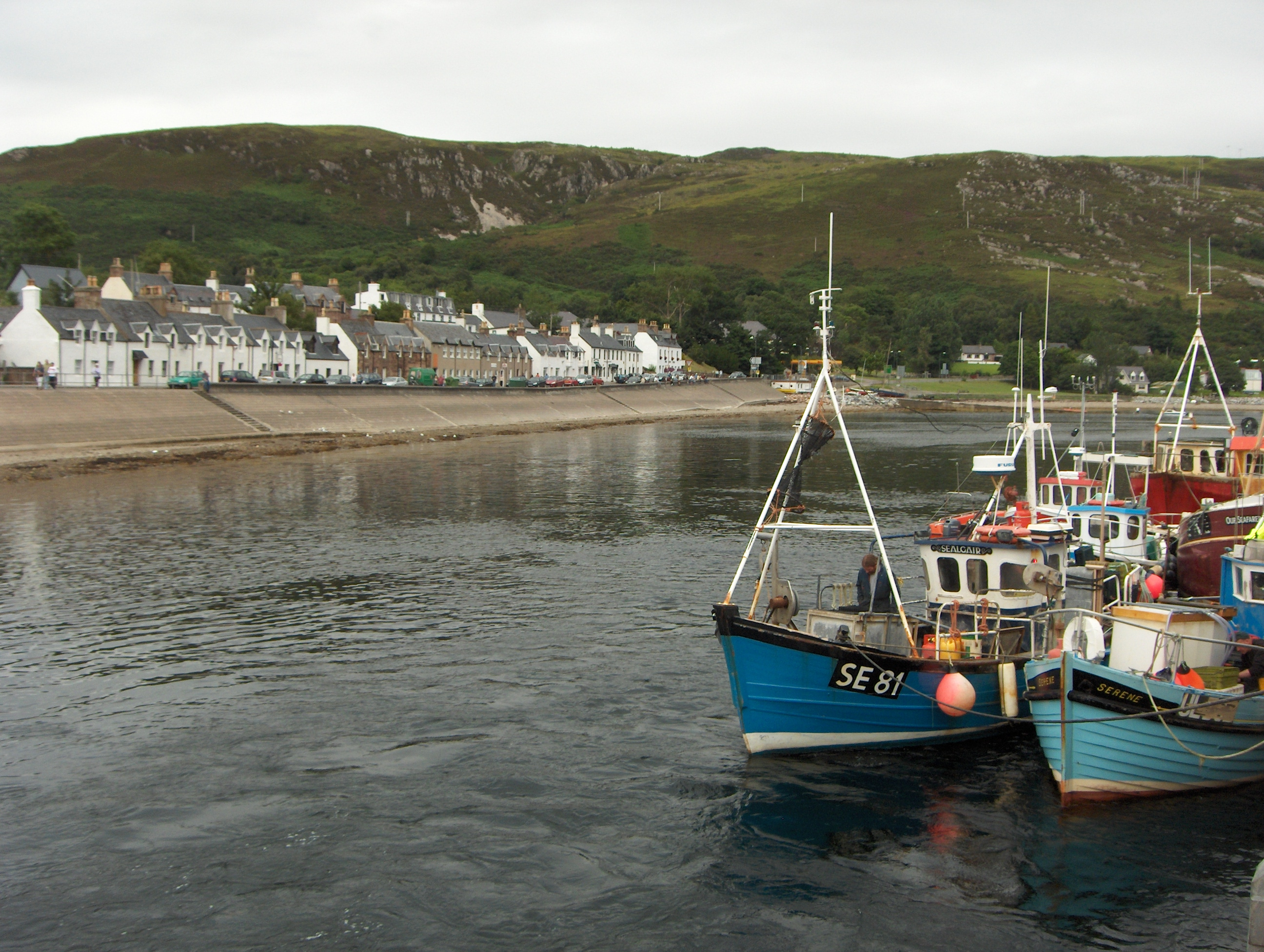
Ullapool, Hafenstraße
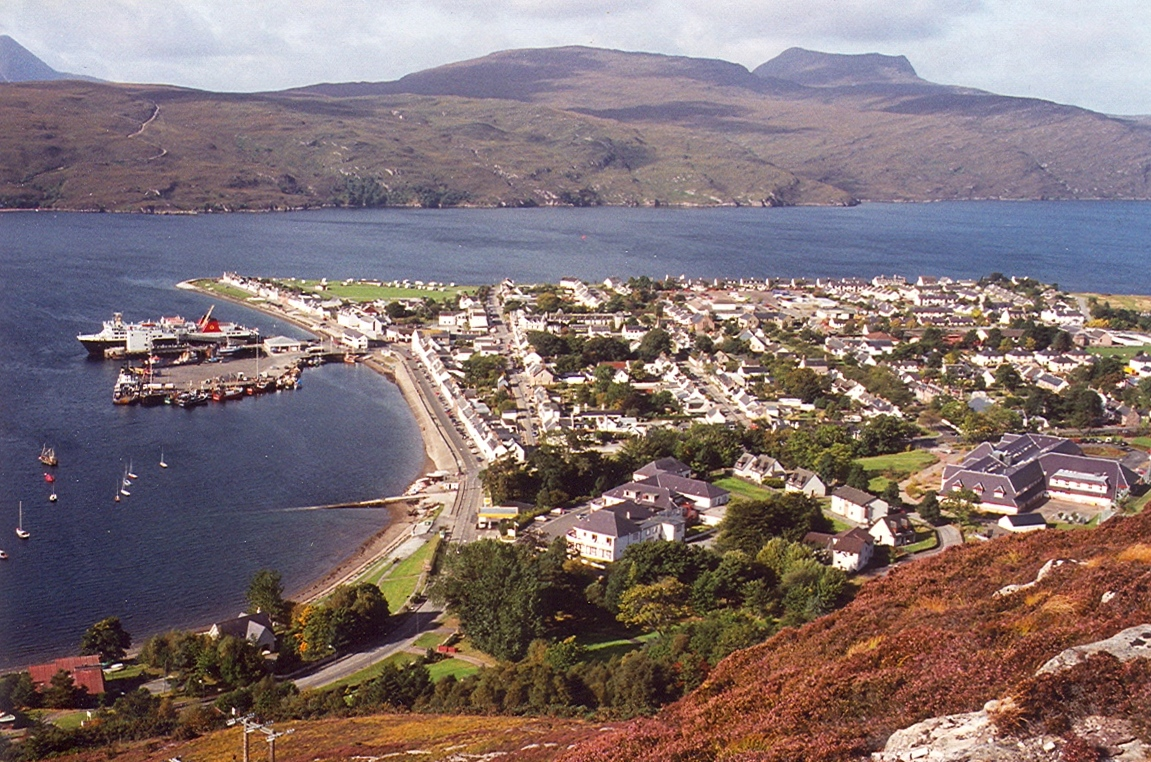
Ullapool vom Maol Calaisceig fotografiert
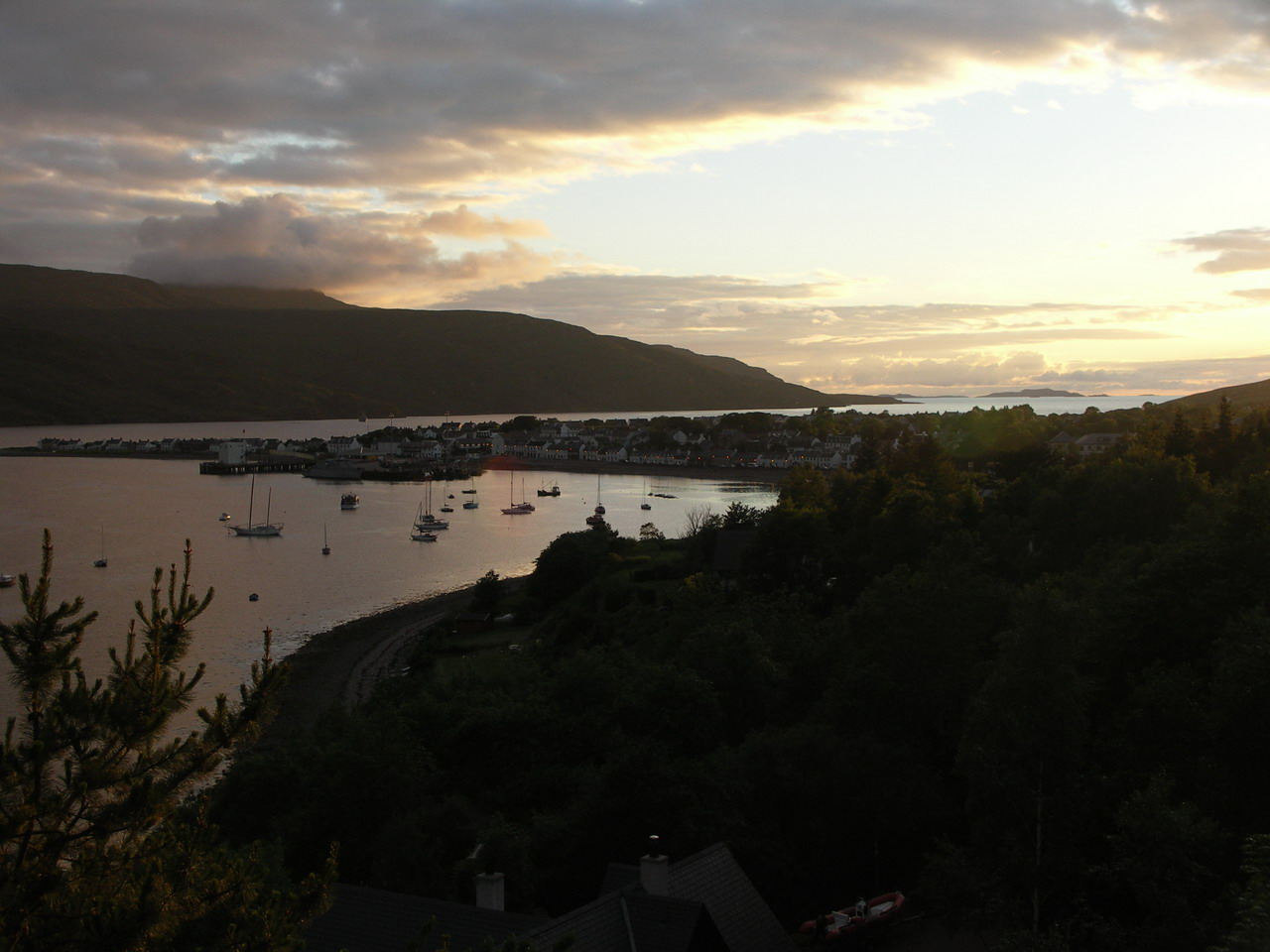
Ullapool, Abendansicht
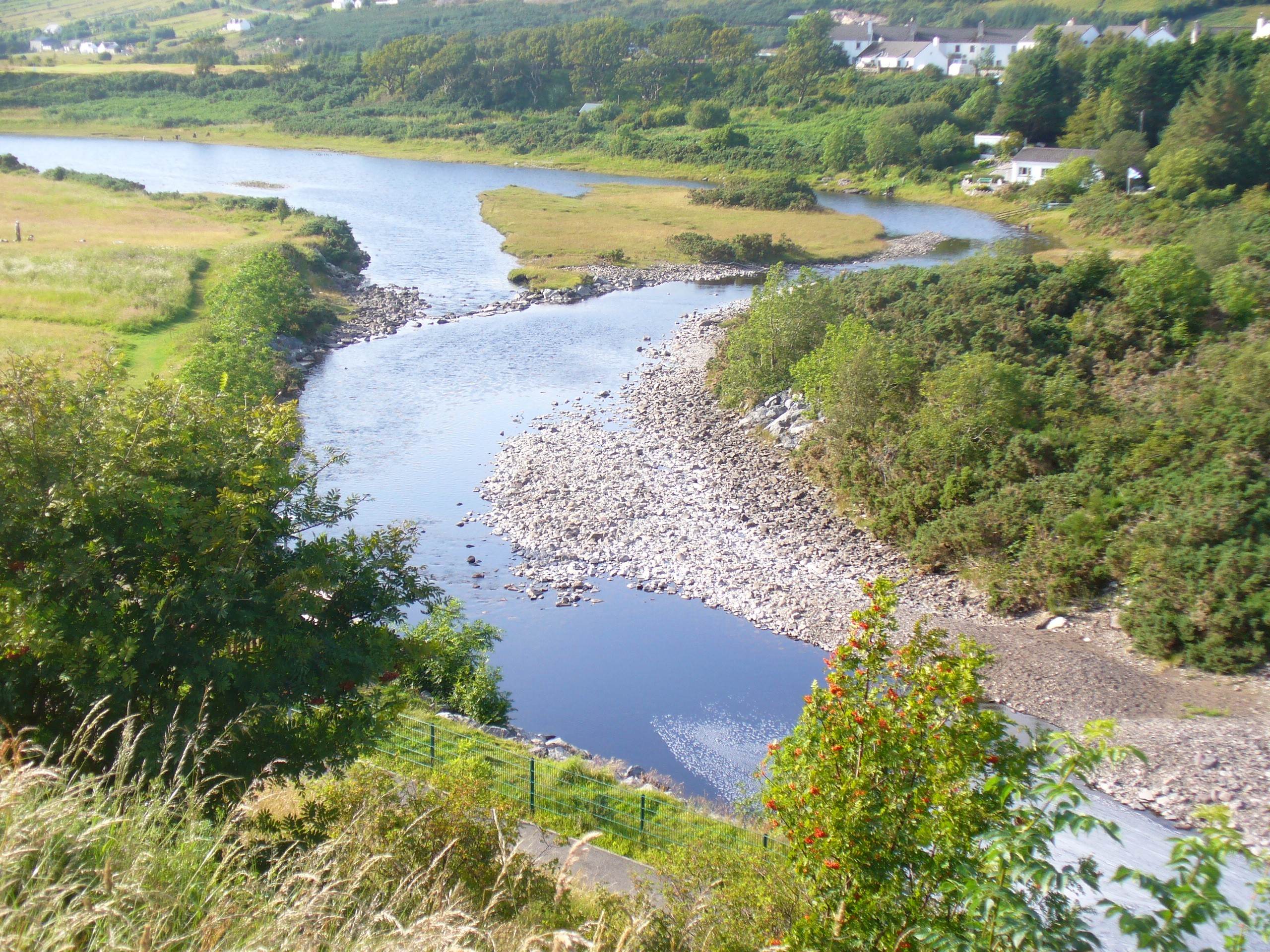
Ullapool River vor der Flussmündung

## Impaktstruktur
In der Nähe von Ullapool ereignete sich vor zirka 1,2 Milliarden Jahren der bisher größte bekannte Meteoriteneinschlag der Britischen Inseln. Auswurfmaterial aus dem dabei entstandenen Einschlagkrater findet sich im Umkreis von bis zu 50 Kilometern um den Ort. Der Krater selbst ist heute allerdings nicht mehr an der Erdoberfläche sichtbar.

## Persönlichkeiten
- Robert Urquhart (1921–1995), Schauspieler, in Ullapool geboren
- Tom Patey (1932–1970), Bergsteiger, in Ullapool als Arzt tätig
- John Kirkbride (* 1946), Sänger, Gitarrist und Entertainer, in Ullapool geboren